# Санома
Sanoma Oyj (преди SanomaWSOY) е водеща медийна група в Скандинавските страни, която работи в още 20 европейски страни.
Централата ѝ е разположена в Хелзинки, Финландия.
Групата е сред най-големите издатели на списания в Европа, където има стабилни позиции, освен във Финландия, също и в Белгия, България (Санома Блясък България), Дания, Естония, Латвия, Литва, Нидерландия, Румъния, Русия, Словакия, Словения, Сърбия, Украйна, Унгария, Хърватия, Чехия.